# 緻密油

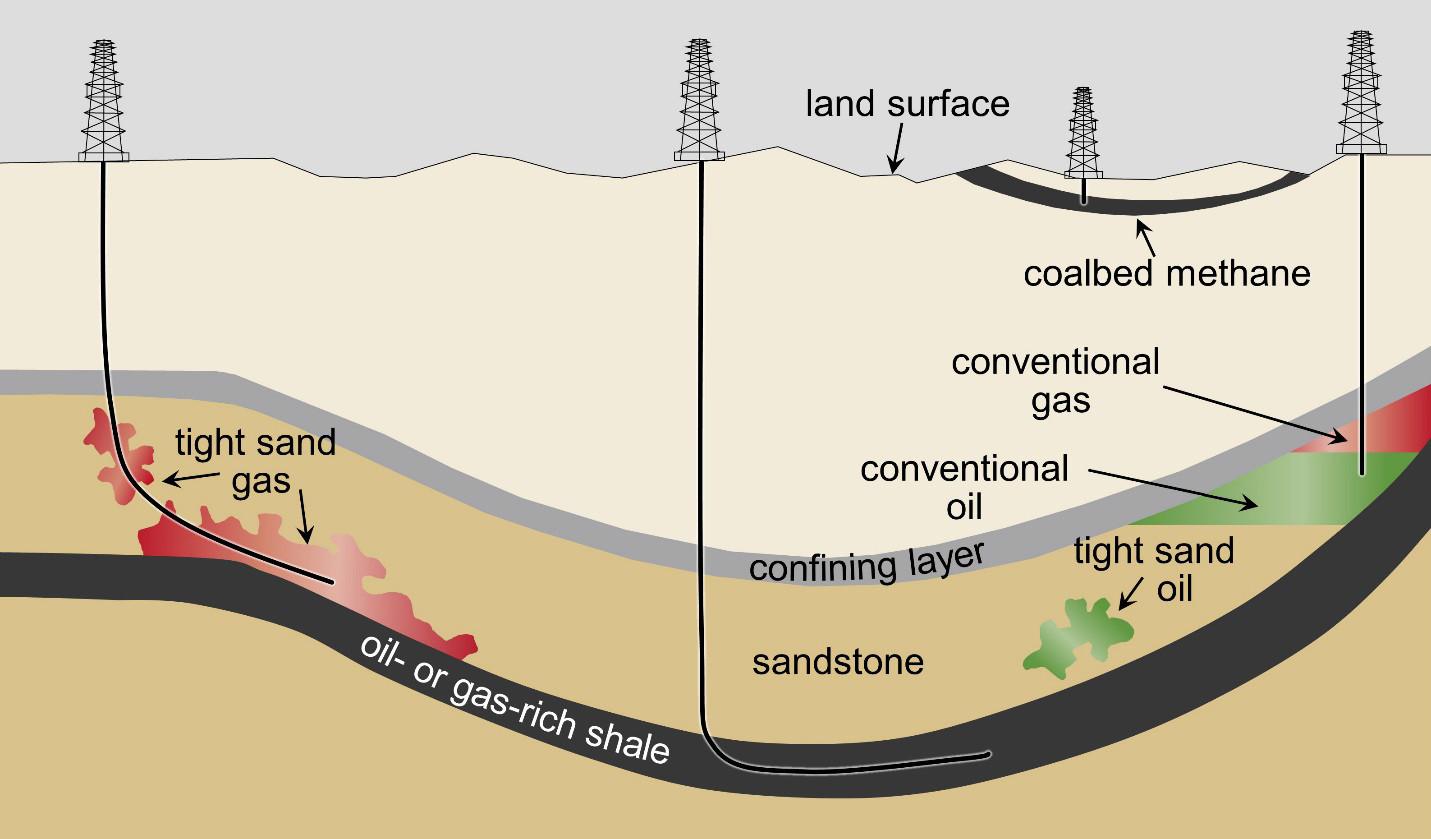
油氣井類型的概念圖。 垂直井從常規油氣儲層中生產（右）。 非常規地層生產的井：垂直煤層氣井（右二）； 頁岩地層生產的水平井（中心）； 緻密砂層生產的井（左）

緻密油（英語：Tight oil）（也稱為頁岩油、頁岩儲層油或輕質緻密油，簡稱 LTO）是在低滲透率而含油地層中的輕質原油，通常為頁岩或緻密砂岩。 有經濟效益的緻密油地層生產，需要水力壓裂和水平井技術，與生產頁岩氣相同。緻密油與油頁岩（富含乾酪根的頁岩）或頁岩油（從油頁岩中提取的油）常被混淆。因此，國際能源署建議使用“輕質緻密油”一詞來指代頁岩或其他滲透率非常低的地層生產的石油，而世界能源理事會的 2013 年世界能源報告則使用“緻密油”和“頁岩儲層油”。

## 特徵
緻密油頁岩地層是非均質的，並且在相對較短的距離內變化很大。 壓裂緻密油藏可分為四個類型。 I 型基質的孔隙度和滲透率很小——導致裂縫主導著儲存能力和流體流動路徑。 II 型基質孔隙度和滲透率低，但基質提供儲存能力，而裂縫提供流體流動路徑。 III 型是微孔儲層，基質孔隙度高，但基質滲透率低，因此在流體流動路徑中誘導裂縫占主導地位。 Ⅳ類為大孔隙儲層，基質孔隙度和滲透率高，基質既提供儲量，又提供流道，而裂縫僅提高滲透率。
即使在同一儲層，每口水平井，其採收量也可能不同，這使得對評估每口水平井的盈利能力變得困難。 從緻密地層開採石油需要儲層孔隙空間中至少有 15% 到 20% 的天然氣才能將石油驅向鑽孔； 僅含有石油的緻密儲層不能經濟地生產。 海相地層含有較少的粘土並且更脆，因此比陸相地層更適合水力壓裂。含石英和碳酸鹽多的地層也適合水力壓裂。

## 鑽探
開采的先決條件包括能夠獲得鑽探權，這在美國和加拿大更容易，因為地下開采權利屬私人所有。 在美國和加拿大開采更容易，因爲所需專業知識和融資均以獲得，衆多的獨立運營的承包商都具有關鍵專業知識和合適鑽機，收集和運輸石油的基礎設施，以及和用於水力壓裂的水資源。
頁岩油（緻密油）資源的開發受到可用鑽機的限制：全球 2/3 的鑽機活躍於美國和加拿大，而其他地方的鑽機不太可能有水平鑽孔裝備。 鑽井密度是另一個制約因素，因為緻密油開發需要比常規石油更多的完井過程。 這些限制將成爲“歐洲不可逾越的環境障礙。